# Quảng trường Krasiński

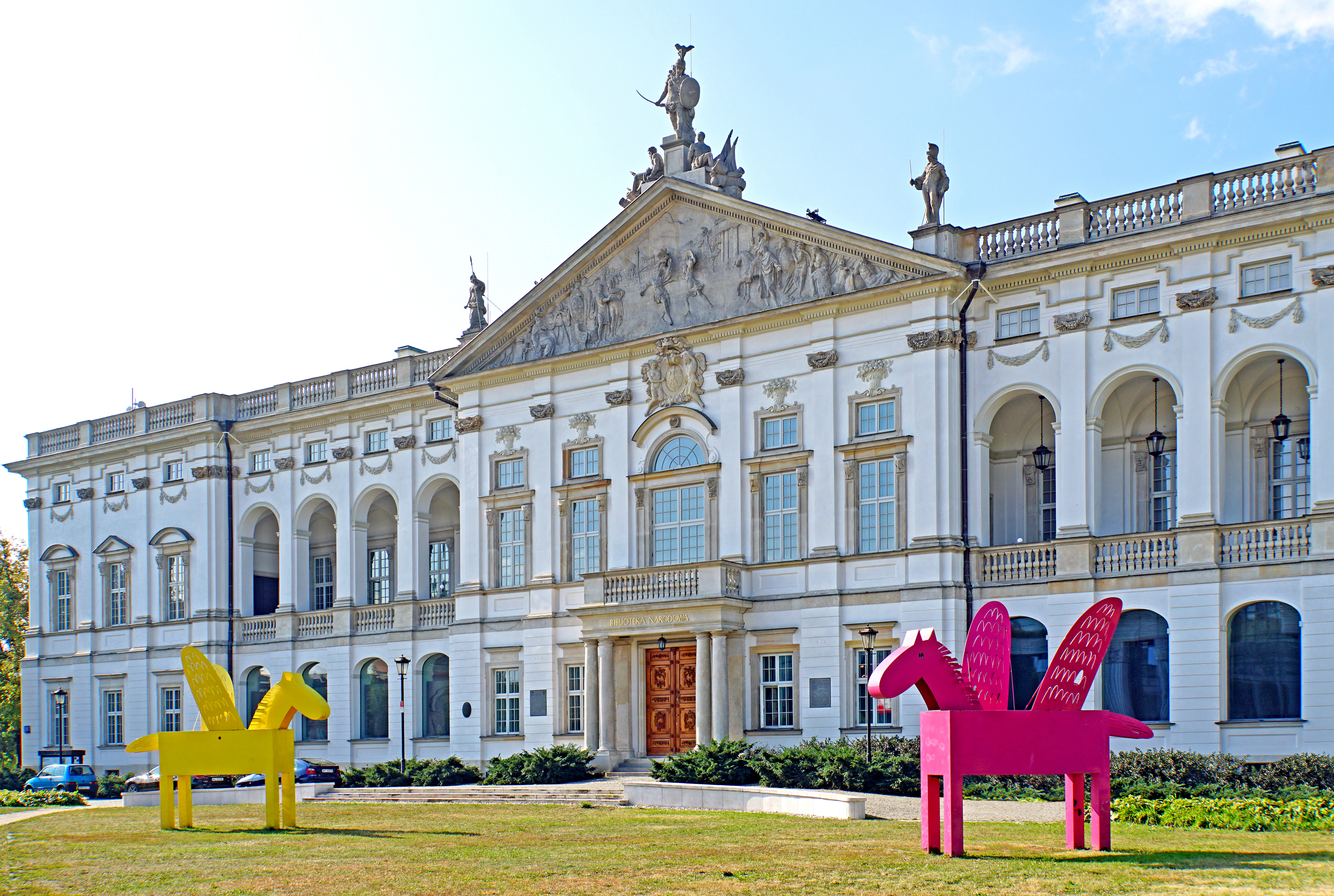
Một phần của Quảng trường Krasiński ở phía trước Cung điện Krasiński, một kiệt tác của kiến trúc Baroque của Ba Lan

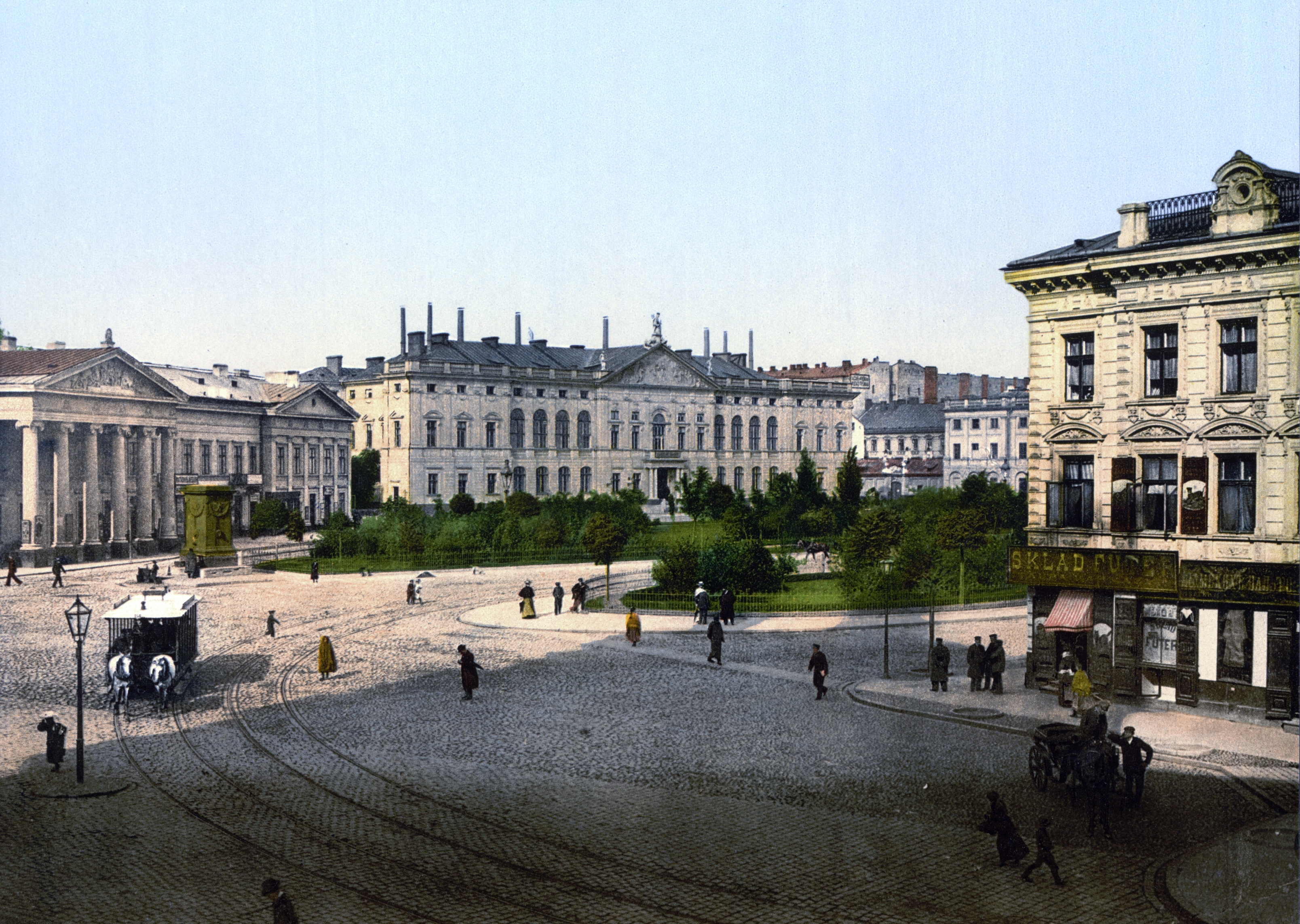
Quảng trường Krasiński năm 1890-1905

Quảng trường Krasiński (tiếng Ba Lan: plac Krasińskich) là một quảng trường nằm ở quận trung tâm Warsaw, Ba Lan. Quảng trường nằm liền kề với Phố cổ Warsaw và có các tòa nhà có ý nghĩa lịch sử và ý nghĩa quốc gia lớn.

## Lịch sử
Quảng trường được hình thành vào cuối thế kỷ 18 từ sân trước của Cung điện Krasiński. Trong thời kỳ Quốc hội Ba Lan, nó là nơi buôn bán len. Kết quả là, hai giếng sắt đã được xây dựng vào năm 1823. Năm 1838, Cung điện Badeni được xây dựng trên quảng trường. Từ cuối thế kỷ 19 đến năm 1939, quảng trường, cùng với phố Miodowa, đóng vai trò là khu tư pháp. Trong thời kỳ giữa chiến tranh, Cung điện Badeni có một Tòa án phúc thẩm, trong khi Cung điện Krasnoyi là noi của Tòa án tối cao. Trong Thế chiến II, quảng trường đóng vai trò là vùng đệm giữa Warsaw Ghetto và phần khác của thành phố. Do đó, hầu hết các tòa nhà trong khu vực của quảng trường đã bị phá hủy.
Các địa danh trên quảng trường bao gồm Cung điện Krasiński ), Đài tưởng niệm khởi nghĩa Warsaw, tòa nhà Tối cao hiện đại và Nhà thờ dã chiến của Quân đội Ba Lan. Vườn Krasiński nằm gần đó. Cung điện Badeni từng nằm trên quảng trường trước Thế chiến II đã bị Đức quốc xã phá hủy hoàn toàn vào năm 1944.